# Desert Combat
Desert Combat est un mod du jeu vidéo de tir à la première personne Battlefield 1942, créé par Frank Delise, Brian Holinka et Tim Brophy de Trauma Studios. Le mod se déroule pendant la guerre du golfe opposant les États-Unis à l'Irak, offrant la possibilité au joueur de piloter virtuellement des véhicules de guerre tels que des M2 Bradley, voire de piloter des F14 Tomcat s'élançant de porte-avions.
Des mods secondaires de Desert Combat ont également vus le jour : Desert Combat Extended, qui en modifiait le gameplay et ajoutait de nouveaux contenus au jeu, tels que des armes additionnelles. Le mod Desert Combat Realism Mod quant à lui modifie le gameplay et met en place des dispositifs créant une impression de réalisme plus intense pour le joueur, modelant certaines des situations du jeu sur des situations réelles. Il existe également plusieurs autres mods plus ou moins mineurs de Desert Combat, tels que Enhanced DC et DC High Power.
Ce mod a un véritable succès depuis l'invasion de l'Irak en 2003, et fut chroniqué sur plusieurs sites de médias internationaux importants tels que ceux de CNN , de Reuters ou du Washington Post
La dernière version du mod est la 0.8 (final).